# 絶対地球防衛機 メガラフター
『絶対地球防衛機 メガラフター』（ぜったいちきゅうぼうえいき メガラフター）は、2005年5月20日にライアーソフトから発売された18禁アドベンチャーゲーム＋シミュレーションゲーム。

## ゲーム概要
本ゲームは、テレビ番組のように、1話完結形式で物語が展開していく。全13話からなるが、資金不足になり借金が返せなくなると、途中で打ち切りとなってしまう。本編は以下の『アドベンチャーパート』『戦闘パート』『シミュレーションパート』の順に進行し、最後に次回予告を選択して次話に進む。但し、ある話においては『戦闘パート』や『シミュレーションパート』の無い話も存在する。
アドベンチャーパート
会話をしながら、ストーリーを進めるパート。
戦闘パート
メガラフターを駆り、レティキュリアンの侵攻を阻止するパート。シミュレーションパートで作成したカードを繰り出すことで、レティキュリアンの精神に干渉し、笑いを呼び覚ますことが目的。『ノーダメージ勝利』や『大ピンチからの逆転勝利』などの特別な条件を満たすことで視聴率が上昇し、特別ボーナスがもらえる。
シミュレーションパート
予算を使って、地球防衛軍の運営を行うパート。ネタを集めてカードを作成したり、仲間になった宇宙人を派遣して資金を稼いだりする。
次回予告選択
一定のお金を払うことで、次回予告を選択して次話に進む。複数の次回予告が提示されている場合は、そのうちのどれを選ぶかで、全体の物語が変化していく。ごくまれに、本編の物語とは全く繋がりの無い『欠番』扱いの次回予告が紛れ込んでいる。

## ストーリー
近未来、地球は宇宙からの侵略者に狙われていた。
迫り来る宇宙からの侵略に対抗すべく、人類は『地球防衛軍』及び巨大ロボット『メガラフター』を完成させた。だが、宇宙人の持つ科学技術は地球人類のそれを十歩は先に行っている。まともに戦えば勝ち目は無い。
そこで突き止められた宇宙人の弱点。それは『ユーモア』であった。進化の果てに笑うことをやめた宇宙人を笑わせることで、戦う気を無くそうという作戦だった。
かくして、地球に平和を、宇宙人の心に笑いを取り戻すために、メガラフターは立ち上がった。

## キャラクター

### 地球側
朝日奈 真一
主人公。夢を追い求める悩める青年だったが、その身に『Yの紋章(ユーモアの紋章)』を宿すことから、パスタにスカウトされて、メガラフターのパイロットになる。笑いを愛し、笑いを与えるためにはどんな困難にも立ち向かう熱血漢。身体も頑丈で、リウの生み出すボールライトニングの直撃を受けても平気なほどだが、その代わりに頭は人並み以下に悪く、いろんなことをすぐに忘れてしまう。
桐山 ヒカリ 声：西田こむぎ
真一より1歳年上の幼馴染。極東基地の置かれているA市の市役所に勤めており、地球防衛軍付市民被害監視係となったことで、司令室にもよく出入りしている。クールな性格で、その氷の眼差しは、真一はもちろん、地球防衛軍の人間も怯ませるほど。しかし、子供や動物には優しく、良くなつかれている。幼い頃に、真一の目の前で『ある事故』に巻き込まれたことがある。
ムラマツ・パスタ 声：草柳順子
地球防衛軍極東基地の司令官。『総合企業メガエンタープライゼス』からの出向者。容姿は幼いが、戦闘時には司令官として的確な指示を出せる優秀な人。同時に『委員会』への報告業務や予算のやり繰りなどにも頭を悩ませる苦労人でもある。落ち込むと、周囲の迷惑も顧みず大量のカレーを作り始める。頭から謎のアンテナが生えているが、誰もそのことを深く追及しようとしない。
響 七海 声：吉川華生
地球防衛軍極東基地のオペレーターを務める、自衛隊からの出向者。的確なオペレートでメガラフターや極東基地全体をサポートしている。実は、大の特撮マニアで寮の自室には特撮映画のポスターやプラモデルが多数飾られている。その特撮知識をいかした発言をするも、周囲に理解されずに寂しい思いをすることもしばしば。なお、この特撮マニアぶりは、同じくマニアである両親の英才教育を受けたたまものであり、そもそも自衛隊に入隊したのも、特撮好きが高じてのことである。
万城目博士
地球防衛軍極東基地の科学者。宇宙人の襲来を予測し、メガラフターの核となる『マテリアル理論』を完成させた。地球防衛軍の上部組織である『委員会』の委員でもあり、極東基地では一番偉い人とされている。しかし、その性格はマッドサイエンティストそのもので、世間の常識よりも自らの探究心を優先させるほど。挙句の果てには、自らの研究を「女神様のお告げ」と言うなど、その言動は常人の理解から遥かにぶっとんだところにある。
SNPI(カエル)
地球防衛軍で開発された小型ロボット。その名のとおりカエル型をしている。会話能力を備えており、周囲の人間たちよりも常識的な発言をすることが多い。通常は真一と行動を共にしており、メガラフター搭乗時にも同乗してサポートをしている。何故か味覚まで持っているようで、パスタ特製の激辛カレーを口にしたときには、あまりの辛さに暴走し、その挙句にカレー鍋に突っ込み、爆発したこともある。
ロード・デバルタージュ
メガラフターが危機に陥ると、どこからともなく現れメガラフターを助ける、謎の仮面貴公子。生身の身体で巨大なUFOロボと互角以上に戦うなど、その能力は、明らかに地球人以上。
ジョナサン・クヒオ
航空宇宙軍の戦闘機パイロット。地球防衛軍との共同作戦の際に登場後、ちょくちょく極東基地に顔を出す。七海に惚れており、本人の困惑や周囲の迷惑にお構いなくプロポーズを繰り返している。なお、彼を始めとする戦闘機パイロットの皆さんは、特撮のお約束的に毎回出撃しては、あっさりと撃墜されているが、ちゃんと脱出装置が働いているらしい。
けーこ
次回予告を案内する際に現れる『運命と世界の管理人』を自称する女性。後ろ姿のみで顔は画面に出てこない。

### 宇宙人(レティキュリアン)
大宇宙の彼方からやってくるよその星の人。彼らの多くは『汎銀河同盟』に所属しており、地球への侵略においても、決められたルールに則って行うことが義務付けられている。
なお、『レティキュリアン』とは、本来はレティクル座の宇宙人のことを指していたが、やがて異星人全てをそう呼称するようになった。
リウ 声：かわしまりの
地球侵略を企むレティキュリアンの一人。単体で星系を滅ぼすとさえ言われるレティクル座ゼータ星系人の一人だが、度重なるメガラフターとの敗戦により母星へ帰ることができなくなり彷徨っていたところを、地球防衛軍に保護される。侵略者であったころは勝気で自信家だったが、メガラフターに敗れてからは、自信を完全に喪失してしまった。他の宇宙人と違い、敗北の事実に深く悩み、その原因を突き止めようとする真面目な性格。なお、フルネームは、リウ＝ラルラル。
フラットウッズモンスター 声：草柳順子
地球侵略を企むレティキュリアンの一人。長身で頭に笠のような帽子を被っている以外は、元ネタの宇宙人とは、似ても似つかぬ美少女。人を驚かすことや追いかけることが趣味。普段は、喉をトントン叩いて「ワレワレハ、ウチュウジンダ」としゃべるが、普通にしゃべることもできる。
搖光星人(ようこうせいじん) 声：かわしまりの
地球侵略を企むレティキュリアンの一人。温泉をこよなく愛し、地球上の温泉を我が物にするためにやって来た。独特の搖光訛り(語尾が"～アル")で話す。
グルドス星人 声：歌織
他のレティキュリアンと異なり、侵略ではなく、善意による警告のために地球にやって来た宇宙人。愛と平和がモットーだが、相手の気持ちを全く考慮しない説得方法のために『侵略者』と誤認されてしまう。なお、元ネタは『蒼き流星SPTレイズナー』。
ステゴロ
グルドス星人のUFOに搭載された人工知能。端末の外見は、サイボーグっぽい猫の姿をしている。口は悪いが、グルドス星人を「姫」「姐さん」と呼んで慕っている。元ネタは『蒼き流星SPTレイズナー』の敵キャラ。
白山羊星人(しろやぎせいじん) 声：松永雪希
地球侵略を企むレティキュリアンの一人。別名ニャントロ星人。催眠電波と歌で人間を操ることができる。テンションが上がると、意味も無く歌う癖がある。名前と見た目はヤギなのに、なぜか語尾に「ニャン」をつけるうえに、一人称も「ニャン」。
メフィー＝ラ 声：歌織
地球侵略を企むレティキュリアンの一人。リウと同じゼータ星系人であるが、その実力は遥かに上回る。総司令の懐刀とされ、その命令により『ある物』を探していたが、探索任務を中途で切り上げ、地球侵略にやって来た。
メタトロン星人 声：吉川華生
地球侵略を企むレティキュリアンの一人。洗脳光線(実際は、相手の欲望を増幅する光線)を用いて、地球防衛軍を混乱に陥れた。頭がよく、知略や悪事に長けているらしいが、七海の話す特撮の侵略知識（宇宙金属の銃を渡した子供たちを操り、大人たちと戦わせるなど）を聞くと、恐ろしさのあまり泣き出してしまった。元ネタのメトロン星人と同じく、ちゃぶ台を挟んで会話をする場面がある。
リトルグリーンマン 声：西田こむぎ
地球侵略を企むレティキュリアンの一人。バナナが大好物で、侵略よりもバナナを優先するほど。他の宇宙人よりも感情を素直に表すが、やはり『笑う』という行為を知らない。個人名は、ガガ。
マーズ星人 声：松永雪希
地球侵略を企むレティキュリアンの一人。太陽系とは別の火星からやって来た。最強の宇宙人と呼ばれ、汎銀河同盟でも恐れられている存在。かつて、ノストラダムスに自らの来訪を予告したことがあるが、その予告よりも少し遅れてやってきた。なお、公式HPの人気投票では、メインヒロインたちを差し置いて、一位に輝いた。
総司令
汎銀河同盟宇宙軍の総司令。地球人の危険性を強く感じ、様々な手でその危険を排除しようとする。
グレイ
総司令の副官。知性の劣る地球人を見下している。
ロードリアン
侵略要員としてUFOロボの中に大量に詰め込まれている宇宙人たちの総称。地球人からは『宇宙人ズ』とも呼ばれる。固有名詞は無く『A君』『B君』などと識別されており、それぞれが万城目博士の助手になったりして働いている。

## スタッフ
- シナリオ
  - 桜井光
  - 天野佑一
- 原画/キャラクターデザイン
  - すまき俊悟
  - 大石竜子
- 原画/メカデザイン
  - Gody
- 音楽
  - ノーブランドサウンズ
- OPテーマ ： 『Laugh away,MEGALAUGHTER!』
  - 歌：吉川華生
  - 作詞：桜井光
  - 作曲：ノーブランドサウンズ
- EDテーマ ： 『smile』
  - 歌：吉川華生
  - 作詞：睦月たたら
  - 作曲：ノーブランドサウンズ